# 1,1,1,2-Tétrachloroéthane
Le 1,1,1,2-tétrachloroéthane est un hydrocarbure chloré de formule brute C2H2Cl4. Il est utilisé comme solvant et pour la production de lasures et vernis.